# جويسي
جويسي (بالفرنسية: Guisy)‏ هي بلدية تقع في إقليم باد كاليه من منطقة نور با دو كاليه في شمال فرنسا. تبلغ مساحة هذه المدينة 1.16 (كم²)، وترتفع عن سطح البحر 20 م، يبلغ عدد سكانها 291 نسمة حسب إحصاء المعهد الوطني للإحصاء والدراسات الاقتصادية سنة 2009 م. وترأس Étienne Meister البلدية خلال فترة (2008-2014).